# Xiphasia matsubarai
Xiphasia matsubarai es una especie de pez de la familia Blenniidae en el orden de los Perciformes.

## Morfología
• Los machos pueden llegar alcanzar los 30 cm de longitud total.

## Reproducción
Es ovíparo.

## Hábitat
Es un pez de mar y de aguas profundas.

## Distribución geográfica
Se encuentra desde el Mar Rojo hasta Samoa, el Japón, las Islas Marianas (Micronesia) y False Bay (Sudáfrica ).